# Thure Höglund (journalist)
Thure Edvard Höglund, född 23 maj 1904 i Hässjö socken, död 30 juli 1970 i Karlskrona, var en svensk journalist och redaktör.
Thure Höglund var son till arbetaren Johannes Höglund. Efter studentexamen vid Sundsvalls högre allmänna läroverk började han arbeta som journalist, 1931 blev han journalist vid Nya Samhället, 1934 vid Kronobergaren och 1939 vid Östgöten. Han gjorde sig känd under signaturen Kulaken. 1942 blev Höglund politisk medarbetare vid Morgon-Tidningen. Han skrev även artiklar för Stockholms-Tidningen och Tiden. Han fortsatte samtidigt sina studier efter att 1944 börjat studera vid Stockholms högskola och blev 1945 filosofie kandidat och 1956 filosofie licentiat där. 1958 blev han chefredaktör och ansvarig utgivare för Sydöstra Sveriges Dagblad

## Fotnoter
1. 1 2 3 4  Svenskt biografiskt lexikon, läs online.[källa från Wikidata]